# Acuario marino nacional de Namibia

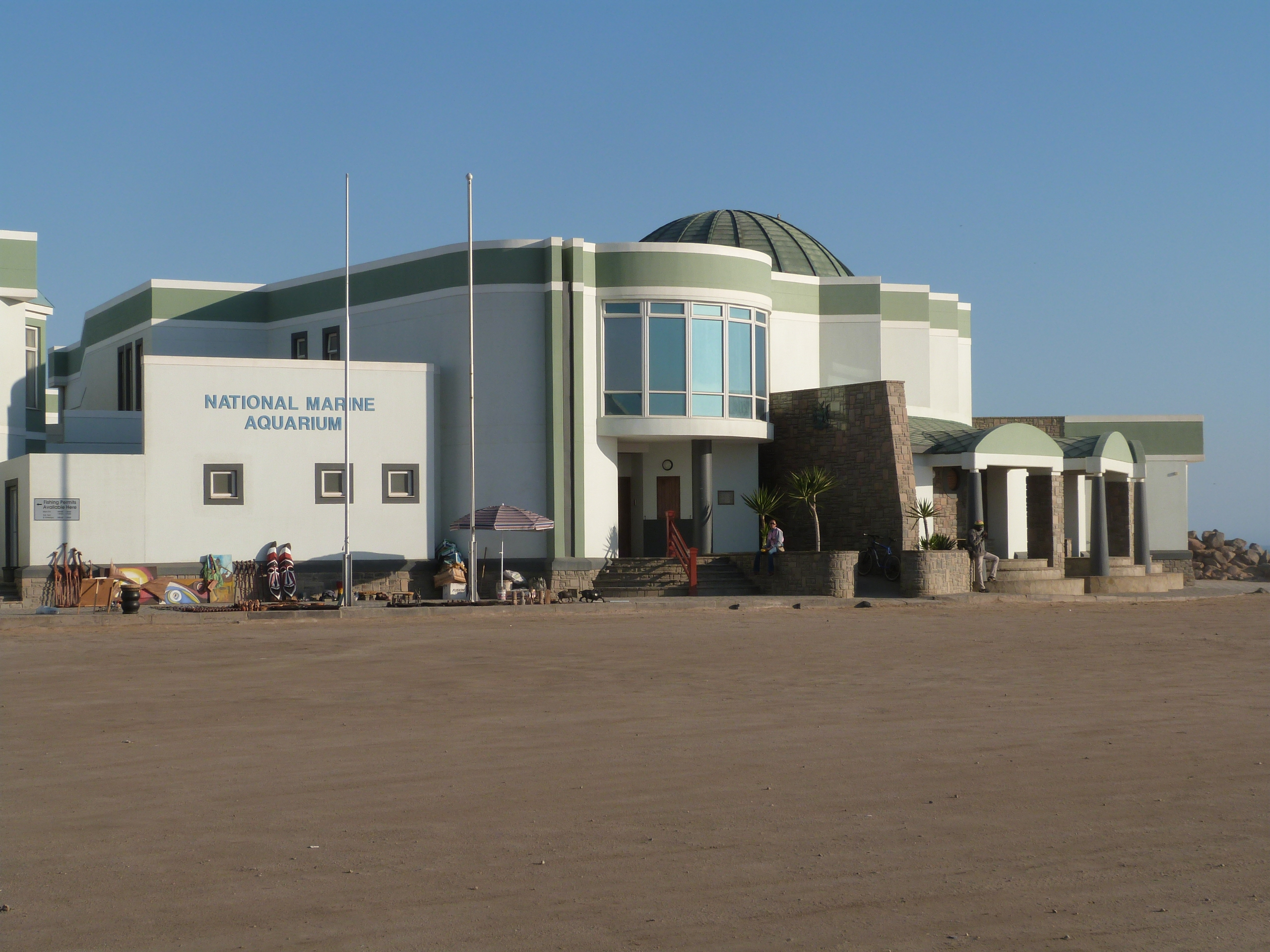
Acuario de Namibia

El Acuario marino nacional de Namibia (en inglés: National Aquarium of New Zealand) es el único acuario público en el suroeste del país africano de Namibia. Está ubicado frente al Océano Atlántico en la localidad de Swakopmund.
El acuario fue establecido en la década de 1990 por el Ministerio de Pesca y Recursos Marinos. 
Todos los depósitos obtiene su agua a través de un sistema de filtro de agua del mar desde el Atlántico. El mayor alcanza los 320.000 litros, es de 12 metros de largo y ocho de ancho.  Está atravesado por un túnel, que se considera como una atracción especial, porque los tiburones y las rayas pueden ser vistos allí.